# Amar es Combatir Tour
Amar es Combatir Tour  fue una gira de conciertos de la banda mexicana de rock pop Maná en apoyo de su álbum de 2006, Amar es Combatir. La gira tuvo lugar en 2007 y 2008. La banda interpreta sus éxitos más recientes, así como canciones de sus álbumes anteriores.
Este tour contó con un arsenal tecnológico que incluye un superplatform hidráulica, una consola de sonido V2 de altísima calidad y más de noventa y seis luces de luces robóticas. 

## Álbum en vivo
En 2007, Maná grabó un álbum en directo y vídeo en el Coliseo José Miguel Agrelot en San Juan, Puerto Rico el cual se llamó Arde el cielo, y fue lanzado en 2008.

## Repertorio
1. Déjame entrar
2. Oye mi amor
3. Manda una señal
4. Labios compartidos
5. Combatiente
6. Bendita tu luz
7. Vivir sin aire
8. Falta amor
9. ¿Dónde jugarán los niños?
10. Tú me salvaste
11. Me vale
12. Mariposa traicionera
13. Unplugged : Eres mi religión, El reloj cucú, Cachito y Te lloré un río
14. Corazón espinado
15. Drum solo por Álex González
16. Se me olvidó otra vez
17. Perdido en un barco
18. No ha parado de llover
19. Clavado en un bar
20. Rayando el sol

Otras canciones:
- Si no te hubieras ido
- Cuando los ángeles lloran
- Ojalá pudiera borrarte
- El rey tiburón
- El rey
- En el muelle de San Blas.

## Fechas
| Fecha                    | Ciudad                     | País                 | Arena / Auditorio / Estadio        |
| ------------------------ | -------------------------- | -------------------- | ---------------------------------- |
| Norteamérica             |                            |                      |                                    |
| 9 de febrero de 2007     | San Diego                  | Estados Unidos       | San Diego Sports Arena             |
| 10 de febrero de 2007    | San Diego                  | Estados Unidos       | San Diego Sports Arena             |
| 14 de febrero de 2007    | Los Ángeles                | Estados Unidos       | Gibson Amphitheatre                |
| 16 de febrero de 2007    | Los Ángeles                | Estados Unidos       | Gibson Amphitheatre                |
| 17 de febrero de 2007    | Los Ángeles                | Estados Unidos       | Gibson Amphitheatre                |
| 18 de febrero de 2007    | Los Ángeles                | Estados Unidos       | Gibson Amphitheatre                |
| 23 de febrero de 2007    | Laredo                     | Estados Unidos       | LaredoEntertainment Center         |
| 24 de febrero de 2007    | Houston                    | Estados Unidos       | Toyota Center                      |
| 25 de febrero de 2007    | Corpus Christi             | Estados Unidos       | American Bank Center               |
| 8 de marzo de 2007       | Miami                      | Estados Unidos       | American Airlines Arena            |
| 10 de marzo de 2007      | Miami                      | Estados Unidos       | American Airlines Arena            |
| 11 de marzo de 2007      | Orlando                    | Estados Unidos       | TD Waterhouse Centre               |
| 14 de marzo de 2007      | Nueva York                 | Estados Unidos       | Madison Square Garden              |
| 15 de marzo de 2007      | Nueva York                 | Estados Unidos       | Madison Square Garden              |
| 16 de marzo de 2007      | Washington D. C.           | Estados Unidos       | Patriot Center                     |
| 22 de marzo de 2007      | Chicago                    | Estados Unidos       | Allstate Arena                     |
| 23 de marzo de 2007      | Chicago                    | Estados Unidos       | Allstate Arena                     |
| 25 de marzo de 2007      | Atlanta                    | Estados Unidos       | Arena at Gwinnett Center           |
| Latinoamérica            |                            |                      |                                    |
| 30 de marzo de 2007      | San Juan                   | Puerto Rico          | Coliseo José Miguel Agrelot        |
| 31 de marzo de 2007      | San Juan                   | Puerto Rico          | Coliseo José Miguel Agrelot        |
| 1 de abril de 2007       | San Juan                   | Puerto Rico          | Coliseo José Miguel Agrelot        |
| 3 de abril de 2007       | San Juan                   | Puerto Rico          | Coliseo José Miguel Agrelot        |
| Norteamérica             |                            |                      |                                    |
| 25 de abril de 2007      | Ciudad de México           | México               | Palacio de los deportes            |
| 27 de abril de 2007      | Ciudad de México           | México               | Palacio de los deportes            |
| 28 de abril de 2007      | Ciudad de México           | México               | Palacio de los deportes            |
| 29 de abril de 2007      | Ciudad de México           | México               | Palacio de los deportes            |
| Latinoamérica            |                            |                      |                                    |
| 4 de mayo de 2007        | Santiago                   | Chile                | Movistar arena                     |
| 5 de mayo de 2007        | Santiago                   | Chile                | Movistar arena                     |
| 7 de mayo de 2007        | Rosario                    | Argentina            | Estadio Gigante de Arroyito        |
| 9 de mayo de 2007        | Mendoza                    | Argentina            | Estadio Malvinas Argentinas        |
| 12 de mayo de 2007       | Buenos Aires               | Argentina            | Estadio José Amalfitani            |
| 13 de mayo de 2007       | Buenos Aires               | Argentina            | Estadio José Amalfitani            |
| 15 de mayo de 2007       | Córdoba                    | Argentina            | Estadio Córdoba                    |
| 16 de mayo de 2007       | Córdoba                    | Argentina            | Estadio Córdoba                    |
| 17 de mayo de 2007       | Punta del Este             | Uruguay              | Conrad Hotel                       |
| 18 de mayo de 2007       | Corrientes                 | Argentina            | Estadio José A. Romero Feris       |
| 20 de mayo de 2007       | Asunción                   | Paraguay             | Estadio Defensores del Chaco       |
| 23 de mayo de 2007       | Buenos Aires               | Argentina            | Estadio José Amalfitani            |
| 26 de mayo de 2007       | Neuquén                    | Argentina            | Estadio La Caldera                 |
| Europa                   |                            |                      |                                    |
| 15 de junio de 2007      | Zaragoza                   | España               | La Romareda                        |
| 16 de junio de 2007      | Pamplona                   | España               | Plaza de Toros de Pamplona         |
| 17 de junio de 2007      | Bilbao                     | España               | Bizkaia Arena                      |
| 20 de junio de 2007      | Gijón                      | España               | Hipódromo de Las Mestas            |
| 22 de junio de 2007      | Santiago                   | España               | Auditorio Monte do Gozo            |
| 23 de junio de 2007      | León                       | España               | Estadio Antonio Amilivia           |
| 26 de junio de 2007      | Barcelona                  | España               | Palau Sant Jordi                   |
| 28 de junio de 2007      | Madrid                     | España               | Las Ventas                         |
| 29 de juno, 2007         | Madrid                     | España               | Las Ventas                         |
| 30 de junio de 2007      | Murcia                     | España               | Estadio de La Condomina            |
| 1 de julio de 2007       | El Ejido                   | España               | Estadio Municipal de Santo Domingo |
| 2 de julio de 2007       | Murcia                     | España               | Estadio de La Condomina            |
| 4 de julio de 2007       | Alicante                   | España               | Estadio José Rico Pérez            |
| 5 de julio de 2007       | Albacete                   | España               | Estadio Carlos Belmonte            |
| 7 de julio de 2007       | Málaga                     | España               | Estadio La Rosaleda                |
| 8 de julio de 2007       | Sevilla                    | España               | Estadio Olímpico de la Cartuja     |
| 10 de julio de 2007      | Las Palmas de Gran Canaria | España               | Estadio de Gran Canaria            |
| 12 de julio de 2007      | Santa Cruz de Tenerife     | España               | Estadio Heliodoro R. López         |
| Norteamérica             |                            |                      |                                    |
| 28 de agosto de 2007     | McAllen                    | Estados Unidos       | Dodge Arena                        |
| 29 de agosto de 2007     | McAllen                    | Estados Unidos       | Dodge Arena                        |
| 31 de agosto de 2007     | San Antonio                | Estados Unidos       | AT&T Center                        |
| 1 de septiembre de 2007  | Houston                    | Estados Unidos       | Toyota Center                      |
| 2 de septiembre de 2007  | Houston                    | Estados Unidos       | Toyota Center                      |
| 4 de septiembre de 2007  | El Paso                    | Estados Unidos       | El Paso County Coliseum            |
| 5 de septiembre de 2007  | El Paso                    | Estados Unidos       | El Paso County Coliseum            |
| 7 de septiembre de 2007  | Dallas                     | Estados Unidos       | American Airlines Center           |
| 9 de septiembre de 2007  | Phoenix                    | Estados Unidos       | US Airways Center                  |
| 10 de septiembre de 2007 | Phoenix                    | Estados Unidos       | US Airways Center                  |
| 13 de septiembre de 2007 | Las Vegas                  | Estados Unidos       | Mandalay Bay Events Center         |
| 14 de septiembre de 2007 | Las Vegas                  | Estados Unidos       | Mandalay Bay Events Center         |
| 16 de septiembre de 2007 | Fresno                     | Estados Unidos       | SaveMart Center                    |
| 20 de septiembre de 2007 | Los Ángeles                | Estados Unidos       | Staples Center                     |
| 21 de septiembre de 2007 | Los Ángeles                | Estados Unidos       | Staples Center                     |
| 22 de septiembre de 2007 | Los Ángeles                | Estados Unidos       | Staples Center                     |
| 23 de septiembre de 2007 | Los Ángeles                | Estados Unidos       | Staples Center                     |
| 28 de septiembre de 2007 | Oakland                    | Estados Unidos       | Oracle Arena                       |
| 29 de septiembre de 2007 | Oakland                    | Estados Unidos       | Oracle Arena                       |
| 30 de septiembre de 2007 | Sacramento                 | Estados Unidos       | ARCO Arena                         |
| 4 de octubre de 2007     | Chicago                    | Estados Unidos       | Allstate Arena                     |
| 6 de octubre de 2007     | Uncasville                 | Estados Unidos       | Mohegan Sun Arena                  |
| 9 de octubre de 2007     | Nueva York                 | Estados Unidos       | Madison Square Garden              |
| 12 de octubre de 2007    | Miami                      | Estados Unidos       | American Airlines Arena            |
| 13 de octubre de 2007    | Tampa                      | Estados Unidos       | St. Pete Times Forum               |
| Latinoamérica            |                            |                      |                                    |
| 14 de noviembre de 2007  | Ciudad de Guatemala        | Guatemala            | Estadio del Ejército               |
| 15 de noviembre , 2007   | San Salvador               | El Salvador          | Estadio Jorge González             |
| 19 de noviembre de 2007  | Managua                    | Nicaragua            | Estadio Dennis Martínez            |
| 20 de noviembre de 2007  | San José                   | Costa Rica           | Estadio Ricardo Saprissa           |
| 23 de noviembre de 2007  | Panamá                     | Panamá               | Centro de Convenciones Figali      |
| 25 de noviembre de 2007  | Valencia                   | Venezuela            | Estadio Misael Delgado             |
| 27 de noviembre de 2007  | Caracas                    | Venezuela            | Hipódromo La Rinconada             |
| 30 de noviembre de 2007  | Maracaibo                  | Venezuela            | Estadio José Encarnación Romero    |
| Norteamérica             |                            |                      |                                    |
| 7 de febrero de 2008     | Monterrey                  | México               | Arena Monterrey                    |
| 8 de febrero de 2008     | Monterrey                  | México               | Arena Monterrey                    |
| 12 de febrero de 2008    | San Luis Potosí            | México               | Estadio Alfonso Lastras            |
| 14 de febrero de 2008    | Ciudad de México           | México               | Auditorio Nacional                 |
| 15 de febrero de 2008    | Ciudad de México           | México               | Auditorio Nacional                 |
| 16 de febrero de 2008    | Ciudad de México           | México               | Auditorio Nacional                 |
| 17 de febrero de 2008    | Ciudad de México           | México               | Auditorio Nacional                 |
| 18 de febrero de 2008    | Ciudad de México           | México               | Auditorio Nacional                 |
| 23 de febrero de 2008    | Guadalajara                | México               | Estadio Tres de Marzo              |
| 24 de febrero , 2008     | Aguascalientes             | México               | Estadio Victoria                   |
| 28 de febrero de 2008    | Santiago de Querétaro      | México               | Estadio La Corregidora             |
| 29 de febrero de 2008    | Puebla                     | México               | Estadio Hermanos Serdán            |
| 1 de marzo de 2008       | Veracruz                   | México               | Estadio Luis de la Fuente          |
| 4 de marzo de 2008       | Torreón                    | México               | Coliseo Centenario                 |
| 5 de marzo de 2008       | Torreón                    | México               | Coliseo Centenario                 |
| 7 de marzo de 2008       | Chihuahua                  | México               | Estadio Olímpico Universitario     |
| 9 de marzo de 2008       | Ciudad Juárez              | México               | Estadio Olímpico Benito Juárez     |
| 12 de marzo de 2008      | Hermosillo                 | México               | ExpoForum                          |
| 14 de marzo de 2008      | Tijuana                    | México               | Estadio Caliente                   |
| Latinoamérica            |                            |                      |                                    |
| 12 de abril de 2008      | Bogotá                     | Colombia             | Parque Simón Bolívar               |
| 15 de abril de 2008      | Guayaquil                  | Ecuador              | Estadio Alberto Spencer            |
| 17 de abril de 2008      | Quito                      | Ecuador              | Estadio Olímpico Atahualpa         |
| 19 de abril de 2008      | Cuenca                     | Ecuador              | Estadio Alejandro Serrano          |
| Norteamérica             |                            |                      |                                    |
| 8 de mayo de 2008        | Monterrey                  | México               | Arena Monterrey                    |
| Latinoamérica            |                            |                      |                                    |
| 4 de junio de 2008       | São Paulo                  | Brasil               | Credicard Hall                     |
| 5 de junio de 2008       | São Paulo                  | Brasil               | Credicard Hall                     |
| 6 de junio de 2008       | Río de Janeiro             | Brasil               | Citibank Hall                      |
| 8 de junio de 2008       | Porto Alegre               | Brasil               | Pepsi On Stage                     |
| 12 de junio de 2008      | Santo Domingo              | República Dominicana | Estadio Quisqueya                  |
| 25 de octubre de 2008    | Viña del Mar               | Chile                | Avenida Perú                       |

## Premios
- 2007 Los Premios 40 Principales: El Mejor Concierto
- 2008 Latin Billboard Music Awards: El Tour Latino delAño.